# Panachaiki de Patras
El Panachaiki Gymnastiki Enosi (en griego: ΠΑΕ Παναχαϊκή 1891) es un club de fútbol griego de la ciudad de Patras. Fue fundado en 1891 y juega en la Gamma Ethniki. Tiene además secciones de baloncesto, boxeo, atletismo y voleyball.

## Palmarés
- Football League (6): 1964, 1969, 1971, 1982, 1984, 1987
- Gamma Ethniki (3): 2011, 2017, 2022

## Participación en competiciones de la UEFA
| Temporada | Torneo             | Ronda   | Club             | Casa | Visita | Global   |  |
| --------- | ------------------ | ------- | ---------------- | ---- | ------ | -------- |  |
| 1973-74   | UEFA Cup           | 1       | Grazer AK        | 2–1  | 1-0    | 3–1      |  |
| 1973-74   | UEFA Cup           | 2       | FC Twente        | 1–1  | 0-7    | 1–8      |  |
|           |                    |         |                  |      |        |          |  |
| 1997-98   | UEFA Intertoto Cup | Grupo 5 | Stabæk IF        | 1–1  |        | 4º Lugar |  |
| 1997-98   | UEFA Intertoto Cup | Grupo 5 | FC Dynamo Moscow |      | 1-2    | 4º Lugar |  |
| 1997-98   | UEFA Intertoto Cup | Grupo 5 | B36 Tórshavn     | 4–2  |        | 4º Lugar |  |
| 1997-98   | UEFA Intertoto Cup | Grupo 5 | K.R.C. Genk      |      | 2-4    | 4º Lugar |  |